# Newnan
Newnan és una població dels Estats Units a l'estat de Geòrgia. Segons el cens del 2008 tenia 33.293 habitants.

## Demografia
Segons el cens del 2000, Newnan tenia 16.242 habitants, 5.939 habitatges, i 3.973 famílies. La densitat de població era de 349,9 habitants/km².
Dels 5.939 habitatges en un 34,5% hi vivien nens de menys de 18 anys, en un 39% hi vivien parelles casades, en un 23,5% dones solteres, i en un 33,1% no eren unitats familiars. En el 27,4% dels habitatges hi vivien persones soles el 10,1% de les quals corresponia a persones de 65 anys o més que vivien soles. El nombre mitjà de persones vivint en cada habitatge era de 2,6 i el nombre mitjà de persones que vivien en cada família era de 3,16.
Per edats la població es repartia de la següent manera: un 27,8% tenia menys de 18 anys, un 10,4% entre 18 i 24, un 31,9% entre 25 i 44, un 18,2% de 45 a 60 i un 11,7% 65 anys o més.
L'edat mediana era de 32 anys. Per cada 100 dones de 18 o més anys hi havia 87,5 homes.
La renda mediana per habitatge era de 36.142 $ i la renda mediana per família de 43.243 $. Els homes tenien una renda mediana de 36.786 $ mentre que les dones 25.314 $. La renda per capita de la població era de 19.081 $. Entorn del 17,6% de les famílies i el 19,7% de la població estaven per davall del llindar de pobresa.

## Poblacions més properes
El següent diagrama mostra les poblacions més properes.

## Persones notables
- Alan Jackson (n. 1958), cantant i compositor de música country